# Kapelle (Mehrenstetten)

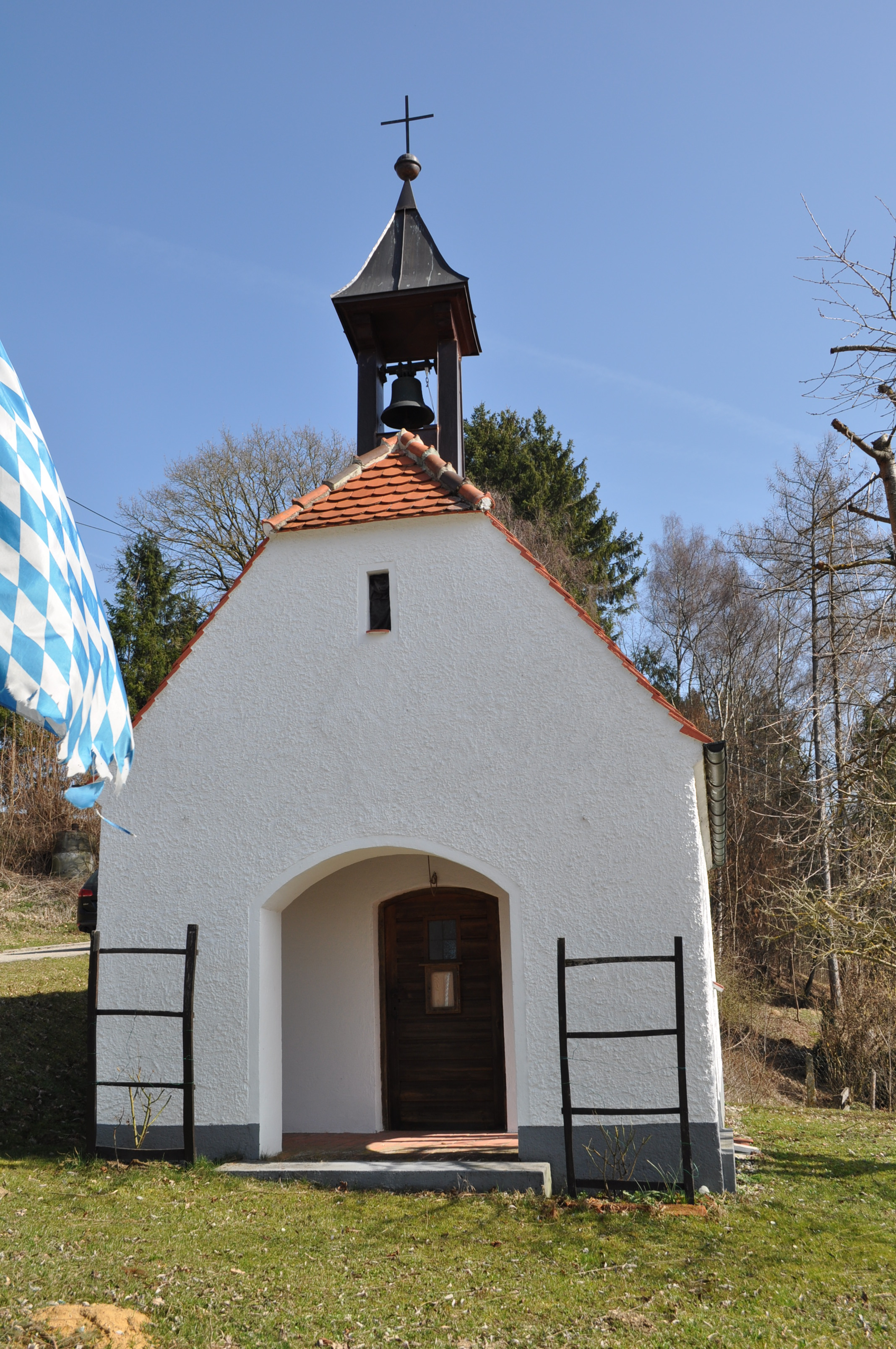
Kapelle in Mehrenstetten

Die Kapelle in Mehrenstetten, einem Ortsteil der Gemeinde Haldenwang im schwäbischen Landkreis Günzburg in Bayern, wurde 1938 errichtet. Die Kapelle mit der Adresse Mehrenstetten 4 ist ein geschütztes Baudenkmal.
Die dem heiligen Konrad von Parzham geweihte Hofkapelle wurde nach Plänen des Architekten Michael Kurz erbaut. Der massive Putzbau mit Schopfwalm besitzt einen offenen Dachreiter.
Das Gemälde des Altars vom Maler Emil Esche aus dem Jahr 1946 zeigt Szenen aus dem Leben des Konrad von Parzham.